# Live in Tygmont
Live in Tygmont – szósta autorska płyta Krzysztofa Herdzina, wydana w 2006 roku przez wydawnictwo Allegro Records. Album zawiera zapis koncertu, który odbył się w warszawskim klubie jazzowym "Tygmont" 25 czerwca 2004 roku. Na płycie, oprócz kompozycji lidera, znajdują się również dwa standardy jazzowe (On Green Dolphin Street oraz Voyage).

## Lista utworów
1. On Green Dolphin Street
2. Pypeć Blues
3. For Antonio
4. Voyage
5. Adela
6. Pięciak

## Wykonawcy
- Krzysztof Herdzin – fortepian, kompozytor, aranżer, producent
- Zbigniew Wegehaupt – kontrabas
- Cezary Konrad – perkusja